# Дом-музей семьи Бубновых
Дом-музей семьи Бубновых расположен в городе Иваново и посвящён истории семьи Бубновых и отдельно революционера Андрея Сергеевича Бубнова; является подразделением Ивановского государственного историко-краеведческого музея имени Д. Г. Бурылина.

## История
Дом с мезонином, построенный в 1860 году как жилой, вероятно, по образцовому проекту в стиле позднего классицизма, был частью городской усадьбы, сложившейся в 1840—1880-е годы. Тогда, помимо этого дома, здесь располагались также не сохранившиеся до наших дней здание фабрики из кирпича, жилые постройки, а также деревянные постройки хозяйственного назначения. Для своего времени дом с мезонином был характерной для Иваново-Вознесенска постройкой, однако на сегодняшний день он остался единственным образцом таких строений во всём городе.
Изначально дом принадлежал Николаю Федоровичу Зубкову; в конце 1880-х годов его приобрёл купец и член городской управы Сергей Ефимович Бубнов, семья и потомки которого жили здесь вплоть до 1940-х годов, после чего дом был разбит на коммунальные квартиры.
В 1976 году дом был признан памятником истории и взят под охрану государства, а 4 ноября 1978 года здесь был открыт дом-музей жившего здесь когда-то революционера-большевика и государственного деятеля А. С. Бубнова, сына купца С. Е. Бубнова.

## Экспозиция
Постоянная экспозиция музея «Листая страницы семейного альбома» рассказывает историю семьи Бубновых; при этом отдельно выделена часть, посвящённая А. С. Бубнову.